# Інвінсібл Ілевен
Футбольний клуб «Інвінсібл Ілевен» (англ. Union of Invincible Eleven & Majestic Sports Association Inc.) — ліберійський професійний футбольний клуб з міста Монровія. Клуб був заснований у 1943 році, та грає домашні матчі на стадіоні «Антуанетт Табмен» місткістю 10 тисяч глядачів. Клуб грає у Ліберійському першому дивізіоні, найвищому футбольному дивізіоні країни. «Інвінсібл Ілевен» 13 разів стававчемпіоном країни, та 5 разів ставав володарем Кубка Ліберії. найвідомішим футболістом клубу є Джордж Веа, який у сезоні 1986—1987 років відзначився 24 забитими голами за клуб у 23 матчах чемпіонату країни.

## Титули і досягнення
- Чемпіон Ліберії (13): 1963, 1964, 1965, 1966, 1980, 1981, 1983, 1984, 1985, 1987, 1997, 1998, 2007
- Володар Кубка Ліберії (5): 1987, 1991, 1997, 1998, 2011